# Plagioscion
Plagioscion es un género de peces de agua dulce de la familia Sciaenidae en el orden de los Perciformes. Las especies que lo integran son denominadas popularmente corvinas de río. Se distribuye en los cursos fluviales tropicales y subtropicales de Sudamérica, llegando por el sur hasta el Río de la Plata. En las especies mayores la longitud total ronda los 80 cm.

## Distribución geográfica
Se distribuye en los cursos fluviales de Sudamérica cálida, desde la cuenca del río Magdalena, hasta el Río de la Plata superior, en el centro-este de la Argentina y Uruguay. Se hace presente en las cuencas del Amazonas, Orinoco, del São Francisco y del Plata, así como también en drenajes atlánticos del este del Brasil. Cuentan también con especies de este género Bolivia, Brasil, Colombia, Ecuador, las Guayanas, Paraguay, Perú y Venezuela.

## Taxonomía
Este género fue descrito originalmente en el año 1861 por el ictiólogo estadounidense Theodore Nicholas Gill.  
Especies
El género se creía subdividido en 15 especies, pero en el año 2005 una revisión del mismo determinó que sólo está compuesto por 5 especies:
- Plagioscion squamosissimus (Heckel, 1840) ampliamente distribuida en Sudameríca en cuencas del Atlántico al este de los Andes, llegando por el sur hasta el delta del Paraná;
- Plagioscion auratus (Castelnau, 1855) en las cuencas del río Orinoco y del río Amazonas;
- Plagioscion magdalenae  en las cuencas del río Magdalena y del río Amazonas;
- Plagioscion ternetzi Boulenger, 1895 en la cuenca del Plata;
- Plagioscion montei Soares & Casatti, 2000 en la cuenca del Amazonas.

Para otros autores incluiría algunas más:
- Plagioscion casattii Aguilera & Rodrigues de Aguilera, 2001
- Plagioscion microps Steindachner, 1917
- Plagioscion pauciradiatus Steindachner, 1917
- Plagioscion surinamensis (Bleeker, 1873)